# Nathan Horton
Nathan Russell Horton, född 29 maj 1985 i Welland, Ontario, är en kanadensisk professionell ishockeyspelare som spelar för Toronto Maple Leafs i National Hockey League (NHL). Han har tidigare spelat på NHL-nivå för Florida Panthers, Boston Bruins och Columbus Blue Jackets och på lägre nivåer för San Antonio Rampage i American Hockey League (AHL) och Oshawa Generals i Ontario Hockey League (OHL).
Han vann Stanley Cup med Bruins 2010–11.

## Hockeykarriär
Horton spelade som junior i Oshawa Generals och imponerade där såpass att Florida Panthers i NHL draftade honom som sitt förstaval och tredje spelare totalt 2003. Han fick debutera i NHL redan den följande säsongen, och visade upp ett lovande spel som gav totalt 14 mål och 8 assist på 55 matcher under debutsäsongen 2003–04. Under lockouten 2004–05 spelade Horton med Panthers farmarlag, San Antonio Rampage och gjorde under den säsongen 5 mål och 4 assist på 21 matcher. Efter lockouten kom Horton tillbaka som en bättre spelare och gjorde 28 mål och 19 assist på 71 matcher säsongen 2005–06, följt av 31 mål och 31 assist på 82 matcher säsongen 2006–07. 2007–08 gjorde han 27 mål och 35 assist på 82 matcher, 2008–09 22 mål och 23 assist på 67 matcher och 2009–10 20 mål och 37 assist på 65 matcher. 
Horton blev 22 juni 2010 bortbytt till Boston Bruins tillsammans med Gregory Campbell i utbyte mot Dennis Wideman. 
Den 26 februari 2015 valde Blue Jackets skicka iväg Horton till Maple Leafs i utbyte mot David Clarkson, trots att Horton förmodligen aldrig kommer att kunna spela igen på grund av allvarlig degenerativ ryggsjukdom i hela hans ländryggsområde.

## Statistik
| 1999–2000  | Welland Tigers        |            | 44  | 41  | 51  | 92  | 34  | —  | —  | —  | —  | —  |
| 2000–2001  | Thorold Blackhawks    | GHL        | 41  | 16  | 31  | 47  | 75  | —  | —  | —  | —  | —  |
| 2001–2002  | Oshawa Generals       | OHL        | 64  | 31  | 36  | 67  | 84  | 5  | 1  | 2  | 3  | 10 |
| 2002–2003  | Oshawa Generals       | OHL        | 54  | 33  | 35  | 68  | 111 | 13 | 9  | 6  | 15 | 10 |
| 2003–2004  | Florida Panthers      | NHL        | 55  | 14  | 8   | 22  | 57  | —  | —  | —  | —  | —  |
| 2004–2005  | San Antonio Rampage   | AHL        | 21  | 5   | 4   | 9   | 21  | —  | —  | —  | —  | —  |
| 2005–2006  | Florida Panthers      | NHL        | 71  | 28  | 19  | 47  | 89  | —  | —  | —  | —  | —  |
| 2006–2007  | Florida Panthers      | NHL        | 82  | 31  | 31  | 62  | 61  | —  | —  | —  | —  | —  |
| 2007–2008  | Florida Panthers      | NHL        | 82  | 27  | 35  | 62  | 85  | —  | —  | —  | —  | —  |
| 2008–2009  | Florida Panthers      | NHL        | 67  | 22  | 23  | 45  | 48  | —  | —  | —  | —  | —  |
| 2009–2010  | Florida Panthers      | NHL        | 65  | 20  | 37  | 57  | 42  | —  | —  | —  | —  | —  |
| 2010–2011  | Boston Bruins         | NHL        | 80  | 26  | 27  | 53  | 85  | 21 | 8  | 9  | 17 | 35 |
| 2011–2012  | Boston Bruins         | NHL        | 46  | 17  | 15  | 32  | 54  | —  | —  | —  | —  | —  |
| 2012–2013  | Boston Bruins         | NHL        | 43  | 13  | 9   | 22  | 22  | 22 | 7  | 12 | 19 | 14 |
| 2013–2014  | Columbus Blue Jackets | NHL        | 36  | 5   | 14  | 19  | 24  | —  | —  | —  | —  | —  |
| NHL totalt | NHL totalt            | NHL totalt | 627 | 203 | 218 | 421 | 567 | 43 | 15 | 21 | 36 | 49 |
| AHL totalt | AHL totalt            | AHL totalt | 21  | 5   | 4   | 9   | 21  | —  | —  | —  | —  | —  |
| OHL totalt | OHL totalt            | OHL totalt | 118 | 64  | 71  | 135 | 195 | 18 | 10 | 8  | 18 | 20 |